# CSL Nanov
Clubul Sportiv Local Nanov, cunoscut sub numele de CSL Nanov, sau pe scurt Nanov, este un club de fotbal din Nanov, județul Teleorman, România, care evoluează în prezent în Liga a III-a, a treia divizie valorică a fotbalului românesc.

## Istorie
CSL Nanov a fost înființat în 2022 și a evoluat în ligile județene din Teleorman, în special în Liga a IV-a. 
În sezonul 2024–25, echipa a câștigat campionatul Ligii a IV-a Teleorman și, deși a pierdut barajul de promovare, a fost admisă în Liga a III-a ca urmare a renunțării altor echipe la participare.

## Stadion
CSL Nanov își dispută meciurile de acasă pe Stadionul ROVA din municipiul Roșiori de Vede, cu o capacitate de aproximativ 5.000 de locuri.
Înainte de promovarea în Liga a III-a, CSL Nanov își disputa meciurile de pe teren propriu pe Stadionul Comunal Nanov

## Palmares
Liga a IV-a Teleorman
- Câștigători (2): 2023–24, 2024–25

## Lotul actual
- Teodor Meila
- Sorin Bușu
- Valentin Ghenovici
- Alin Buleică
- Ovidiu Herea
- Claudiu Herea[5]

## Antrenor și staff
- Antrenor principal: Marian Botea